# Bounty (film, 2017)
Pour les articles homonymes, voir Bounty.
Pour plus de détails, voir Fiche technique et Distribution.
Bounty est un film documentaire rwandais de 2017 réalisé par Shyaka Kagamé et produit par Florence Adam pour Les Productions JMH. 
Le film a reçu des critiques positives et a remporté plusieurs prix dans des festivals internationaux de cinéma.  Le film a été acclamé par la critique et projeté dans plusieurs festivals de cinéma. Le documentaire est spécial en raison de l'absence de voix off, d'interviews ou de visages de caméra. Le film aborde des questions sur l'identité des Suisses noirs d'origine africaine. Le titre du film est nommé d'après le terme péjoratif racial Bounty. 

## Synopsis
Le film traite de la vie quotidienne de cinq personnes d'horizons très différents : Bacary, Winta, Jeffrey, Rili et Ayan dans lesquels tous sont nés ou ont grandi en Suisse.  